# Arietta
Arietta – forma muzyczna, aria o mniejszych rozmiarach, zwykle w formie 2-częściowej lub utwór instrumentalny. 

## Arietta w dziełach muzycznych
- Nikołaj Rimski-Korsakow: Arietta Śnieżki z opery "Śnieżka" (Снегурочка), (1880).
- Beethovena: Sonata c-moll op. 111.
- Wolfgang Amadeus Mozart: Arietta F-dur.